# Liste der Monuments historiques in Wingen-sur-Moder
Die Liste der Monuments historiques in Wingen-sur-Moder führt die Monuments historiques in der französischen Gemeinde Wingen-sur-Moder auf.

## Liste der Bauwerke
| Bezeichnung        | Beschreibung | Standort                     | Kennzeichnung | Schutzstatus | Datum | Bild           |
| ------------------ | --- | ---------------------------- | ------------- | ------------ | ----- | -------------- |
| Château Teutsch    | zwischen 1860 und 1866 erbaut                                                                                            | 24 rue du Hochberg (Lage)    | PA67000015    | Inscrit      | 1996  | weitere Bilder |
| Glashütte Hochberg | auch Hanauer Glashütte; Fabrikanlage, ab 1715; Arbeitersiedlung, vor 1834, heute teilweise für das Musée Lalique genutzt | 40/42 rue du Hochberg (Lage) | PA67000016    | Inscrit      | 1996  |                |